# Passiflora bogotensis
Passiflora bogotensis je biljka iz porodice Passifloraceae.

## Vanjske poveznice
|  | Zajednički poslužitelj ima još gradiva o temi Passiflora bogotensis |
|  | Wikivrste imaju podatke o taksonu Passiflora bogotensis             |